# Daniel Traxler
Daniel Traxler (Spital am Pyhrn, 15 november 1993) is een Oostenrijkse freestyleskiër.

## Carrière
Traxler maakte zijn wereldbekerdebuut in februari 2015 in Arosa. In december 2015 scoorde hij in Val Thorens zijn eerste wereldbekerpunten. In januari 2016 behaalde de Oostenrijker in Watles zijn eerste toptienklassering in een wereldbekerwedstrijd. In januari 2019 stond Traxler in Idre Fjäll voor de eerste maal in zijn carrière op het podium van een wereldbekerwedstrijd. Op de wereldkampioenschappen freestyleskiën 2019 in Park City eindigde hij als 25e op de skicross.

## Resultaten

### Wereldkampioenschappen
| Jaar | Plaats    | Resultaten   |
| ---- | --------- | ------------ |
| 2019 | Park City | 25e Skicross |

### Wereldbeker
Eindklasseringen
| Seizoen   | Algm | SX  |
| --------- | ---- | --- |
| 2015/2016 | 119e | 27e |
| 2018/2019 | 39e  | 6e  |
| 2019/2020 | 112e | 22e |